# 网藤蕨
网藤蕨（学名：Lomagramma matthewii），为藤蕨科网藤蕨属下的一个植物种。